# بيريل براينت
بيريل براينت (بالإنجليزية: Beryl Bryant)‏ هي مخرجة أسترالية، ولدت في 1893، وتوفيت في 31 مايو 1973 في ملبورن في أستراليا.